# Jack Foley
Jack Donovan Foley (* 12. April 1891 in Yorkville, New York; † 9. November 1967 in Los Angeles, Kalifornien) war ein US-amerikanischer Geräuschemacher für Filme. Nach ihm sind die Geräuschemacher benannt, die im Englischen Foley-Artists heißen. Das entsprechend ausgestattete Studio, in dem die Geräusche produziert werden, heißt Foley-Studio.

## Leben
Obwohl Foley nie als Sound Editor gearbeitet hat, wurde er 1962 als Ehrenmitglied in die Motion Picture Sound Editors aufgenommen. Von dieser Organisation erhielt er zudem im Jahr 1997, 30 Jahre nach seinem Tod, einen postumen Lifetime Achievement Award für sein Lebenswerk.